# École nationale supérieure d'ingénieurs du Mans
La École Nationale Supérieure des Ingénieurs du Mans es una Escuela de ingenieros francesa y una de las 26 escuelas del grupo GEIPI POLYTECH.
Los principales campos de estudio de la ENSIM son: vibración, acústica, sensores y computerización. Desde 2009 enseña también una especialización informática.
La universidad se centra en la investigación, la formación continua y la transferencia de tecnología entre empresas. Alberga equipamiento de alto nivel: laboratirio de óptica, laboratorio de química de los polímeros, laboratorio de transferencias vibracionales, entre otros. Los estudiantes de vibración e informática tienen la opción de estudiar el máster de investigación correspondiente.